# Rondeletia umbellulata
Rondeletia umbellulata är en måreväxtart som beskrevs av Olof Swartz. Rondeletia umbellulata ingår i släktet Rondeletia och familjen måreväxter. Inga underarter finns listade i Catalogue of Life.